# Rugby en silla de ruedas en los Juegos Parapanamericanos

Rugby en silla de ruedas

El rugby en silla de ruedas es uno de los deportes disputados en los Juegos Parapanamericanos. es organizado por la Organización Deportiva Panamericana.
El torneo masculino se realiza desde los V Juegos Parapananamericanos de 2015, hasta el momento el deporte no cuenta con torneo femenil.

## Torneo Masculino
| Edición       | Sede            | Medalla de oro | Medalla de plata | Medalla de bronce |
| ------------- | --------------- | -------------- | ---------------- | ----------------- |
| Toronto 2015  | Toronto, Canadá | Canadá         | Estados Unidos   | Colombia          |
| Lima 2019     | Lima, Perú      | Estados Unidos | Canadá           | Colombia          |
| Santiago 2023 | Santiago, Chile | Estados Unidos | Brasil           | Canadá            |

### Medallero
Actualizado Santiago 2023
| Núm. | País           | Oro | Plata | Bronce | Total |
| ---- | -------------- | --- | ----- | ------ | ----- |
| 1    | Estados Unidos | 2   | 1     | 0      | 3     |
| 2    | Canadá         | 1   | 1     | 1      | 3     |
| 3    | Brasil         | 0   | 1     | 0      | 1     |
| 4    | Colombia       | 0   | 0     | 2      | 2     |